# M. Ward
M. Ward (* 4. Oktober 1973 in Ventura County, Kalifornien; eigentlich Matthew Stephen Ward) ist ein amerikanischer Gitarrist und Singer-Songwriter, der in Portland, Oregon lebt. Seine Musik wird dem Genre des Alternative Country zugerechnet.

## Musik
M. Ward sieht sich in erster Linie als Gitarrist. Seine Stimme stellt für ihn nur eine „Begleitung“ zur Gitarre dar. Auf seinen Alben sind häufig reine Instrumentalstücke zu hören, auf Transistor Radio zum Beispiel Interpretationen von so unterschiedlichen Stücken wie You Still Believe in Me (Beach Boys) oder dem Wohltemperierten Klavier J. S. Bachs.
Die Folksongs Wards werden beeinflusst durch Stile wie Blues, Rock und Jazz, was die Vielzahl musikalischer Vorbilder des Künstlers repräsentiert. Durchaus beabsichtigt ist der LoFi-Klang seiner Alben, der den Eindruck erwecken kann, Wards Musik sei bereits mehrere Jahrzehnte alt.

## Geschichte
Zunächst gehörte M. Ward zur dreiköpfigen kalifornischen Band Rodriguez, die ein Album veröffentlichte, das vom Grandaddy-Sänger Jason Lytle produziert wurde. Nach der Auflösung von Rodriguez begann Ward seine Solokarriere, unterstützt durch Howe Gelb von Giant Sand. Gelb war begeistert von einem Demo-Tape M. Wards und ermöglichte ihm 2000 die Veröffentlichung seines Debüts Duet for Guitars #2 auf seinem Ow-Om-Label. Dieses Album war, begünstigt durch die Popularität Gelbs, bereits auch in Europa zu erhalten, wo außerdem die EP Scene from #12 erschien.
Sein zweites Album, End of Amnesia, ein Konzeptalbum mit dem Thema „Erinnerungen und Träume“, inspiriert u. a. durch David Lynchs Filme, erschien im darauffolgenden Jahr, hatte jedoch wie sein Vorgänger nur mäßigen Erfolg beim Publikum. Eine bedeutende Steigerung seiner Popularität bedeutete es für Ward, im Vorprogramm der Tour von Conor Oberst (Bright Eyes) aufzutreten.
Im April 2003 erschien Wards drittes Album, Transfiguration of Vincent bei Merge Records und damit erstmals auf einem etwas größeren Label (in Europa bei Matador). Besondere Aufmerksamkeit erhielt die kaum wiederzuerkennende Coverversion von David Bowies Hit Let’s Dance.
In der Folgezeit gab Ward viele Liveauftritte, neben seinen Solokonzerten war er auf Tour mit Bright Eyes, der englischen Songwriterin Beth Orton und der Band My Morning Jacket. Außerdem arbeitete er an seinem nächsten Album, Transistor Radio, das Anfang 2005 erschien und eine Hommage an die Anfangszeit des Radios darstellt. An diesem Album wirkten viele befreundete Künstler mit, darunter Vic Chesnutt, Howe Gelb sowie Bandmitglieder von PJ Harvey und Rilo Kiley.
2007 trat Ward in mehreren Städten (u. a. auch in Deutschland) als Support von Norah Jones auf.
Sein neuestes Projekt ist eine Kooperation mit Schauspielerin Zooey Deschanel. Unter dem Namen She & Him erschien im März 2008 das Album Volume One und im April 2010 Volume Two. Im Mai 2013 folgte Volume 3.

## Diskografie
Studioalben
- 2000: Duet for Guitars #2 (Co-Dependent / OW OM Finished Recorded Products 06)
- 2001: End of Amnesia (Future Farmer Recordings 59122)
- 2003: Transfiguration of Vincent (Merge 223)
- 2005: Transistor Radio (Merge 260)
- 2006: Post-War (Merge 280)
- 2009: Hold Time (Merge 323)
- 2012: A Wasteland Companion (Merge 433)
- 2016: More Rain (Merge 533)
- 2020: Migration Stories

Singles und EPs
- 2000: Scene from #12 EP
- 2006: Magic Trick (Kansas City Remix) (feat. Jim James)
- 2007: To Go Home
- 2009: Never Had Nobody Like You
- 2012: Primitive Girl
- 2016: Temptation